# Nenad Mladenović
Nenad Mladenović, cyr. Нeнaд Mлaдeнoвић (ur. 13 grudnia 1976 w Svilajnacu, Jugosławia) – serbski piłkarz, grający na pozycji napastnika, reprezentant Serbii i Czarnogóry.

## Kariera piłkarska

### Kariera klubowa
W 1993 rozpoczął karierę piłkarską w FK Šumadija Aranđelovac, a w 1995 powrócił do swego rodzimego miasta, gdzie został piłkarzem FK Radnički Svilajnac. Potem występował w FK Obilić Belgrad, skąd był wypożyczony do FK Beograd. Latem 2003 wyjechał do Ukrainy, gdzie został piłkarzem Metałurha Donieck. W czerwcu 2005 po wygaśnięciu kontraktu przeniósł się do Belgii, gdzie bronił barw klubów KAA Gent i K.M.S.K. Deinze. W sierpniu 2006 powrócił do ojczyzny i potem przez 4 lata występował w FK Smederevo, skąd latem 2007 został wypożyczony do libijskiego Al-Ittihad Trypolis. Latem 2010 ponownie wyjechał za granicę, gdzie bronił barw chińskiego Changsha Ginde. Na początku 2011 powrócił do ojczyzny, gdzie grał w FK Inđija. Latem 2011 podpisał kontrakt z OFK Balkan Mirijevo. Karierę kończył w 2012 w klubie Sinđelić Belgrad.

### Kariera reprezentacyjna
W 2002 zadebiutował w narodowej reprezentacji Serbii i Czarnogóry.

## Sukcesy i odznaczenia

### Sukcesy klubowe
- brązowy medalista Mistrzostw Ukrainy: 2003, 2004, 2005